# 라오간마

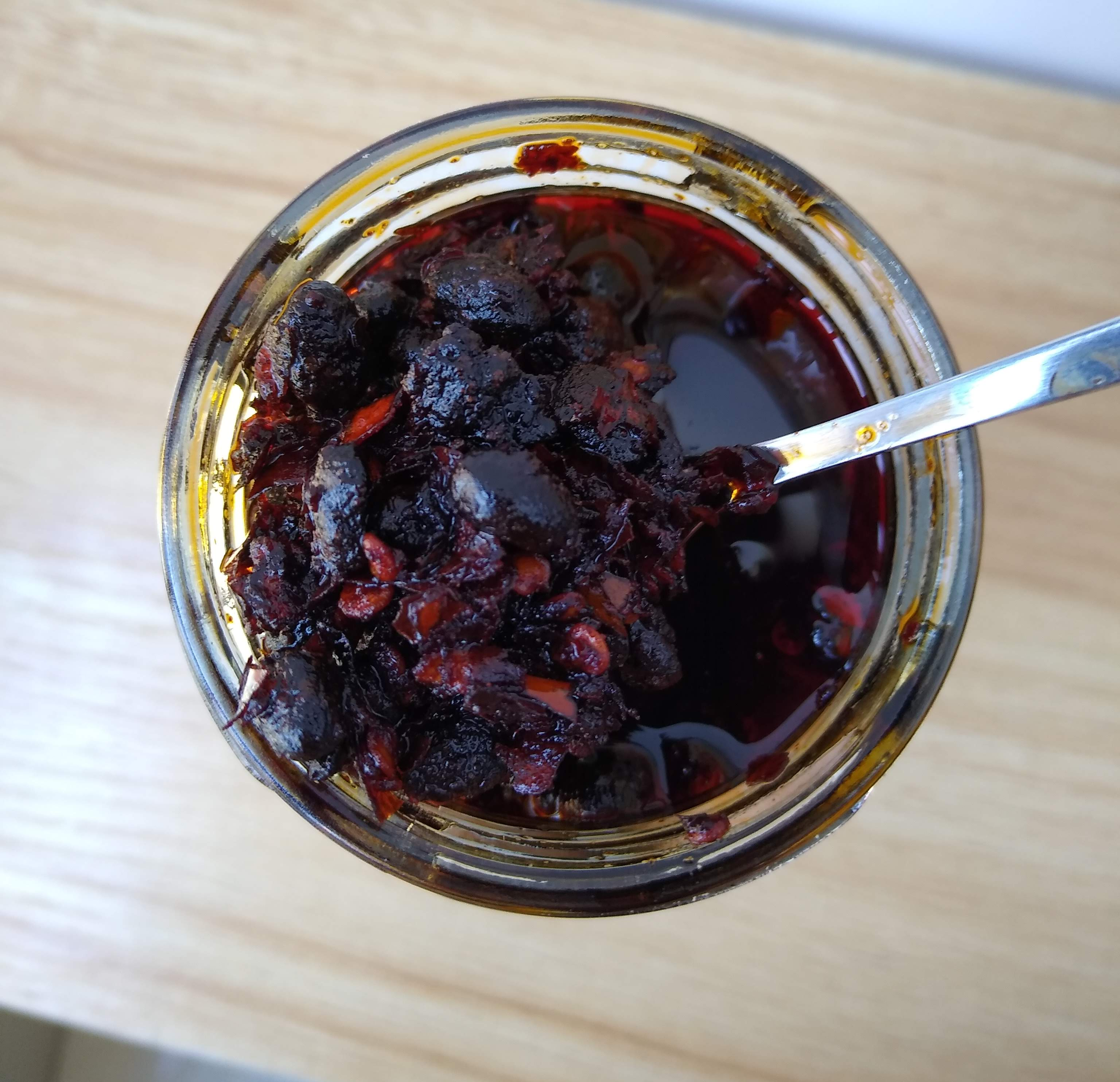

라오간마(Lao Gan Ma, 중국어: 老干妈)는 중국에서 만든 고추 소스 유라자오 브랜드이다. 이 브랜드의 제품은 중국 및 기타 30개국 이상에서 판매되고 있다. 라오간마는 서양 세계에서 중국 고추기름과 고추 크리스프 조미료를 대중화한 것으로 알려져 있으며 많은 중국계 미국인 고추 기반 조미료와 소스에 영감을 주었다.

## 역사
타오화비(Tao Huabi)는 1984년에 소스를 발명했으며 1989년에는 구이저우의 귀양 지역에 국수 식당을 열었다. 그녀는 자신의 고추 소스가 인기를 끌자 식당을 전문점으로 개조하여 소스, 특히 고추기름 소스를 판매했다. 1994년에 남명구에 있는 CPC 윈관 촌 위원회의 집 두 채를 빌려 40명을 고용하여 새 소스 공장에서 일했다.

## 제품
매콤한 고추 크리스프, 검은콩 고추기름, 기름에 튀긴 고추, 매운 고추 소스, 매콤한 콩 페이스트 등 다양한 맛이 생산된다. 라오간마 제품은 귀저우 요리에서 발견되는 전통적인 고추 소스를 기반으로 한다.

## 공장
첸난 부이족 먀오족 자치주 구이딩현 창밍전 마을은 중국 대륙의 코로나19 범유행 중에 열었던 라고안마 공장이 한 곳 있다.